# پلاما پلیفن
پلاما پلیفن (انگلیسی: Plama Pleven) شرکت پتروشیمی بلغارستانی است، که در سال ۱۹۷۱ تأسیس شد.